# 生駒高常

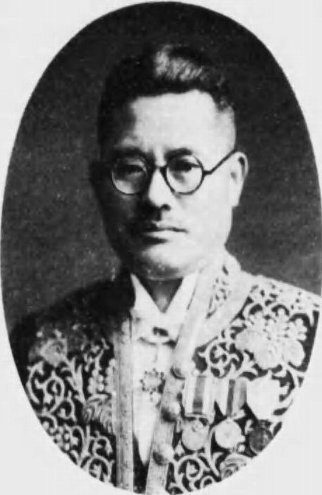
生駒高常

生駒 高常（いこま たかつね、1889年（明治22年）7月19日 - 1955年（昭和30年）10月16日）は、日本の内務・台湾総督府官僚。台中州知事、官選石川県知事。

## 経歴
兵庫県出身。生駒八十弥の長男として生まれる。第一高等学校を卒業。1913年、東京帝国大学法科大学経済学科を卒業。同年11月、文官高等試験行政科試験に合格。大蔵省に入省し専売局書記兼大蔵属となる。その後、内務省に転じた。
以後、警視庁警視、岡山県理事官、台湾総督府事務官兼同参事官、同内務局学務課長、同府秘書官、同総督官房文書課長兼調査課長、台中州知事などを歴任。1929年7月、拓務省管理局長に就任した。
1935年1月、石川県知事（「石川県知事一覧」参照）に就任。1937年2月に知事を退任。同年に退官し、戦後、公職追放となった。

## 親族
- 田艇吉 - 妻の父[6]。衆議院議員。
- 小原直 - 姉の夫[6]。法務大臣、内務大臣、厚生大臣、司法大臣、貴族院議員。